# NHK Trophy 2010
NHK Trophy 2010 – pierwsze w kolejności zawody łyżwiarstwa figurowego z cyklu Grand Prix 2010/2011. Zawody rozgrywano od 22 do 24 października 2010 roku w Nippon Gaishi Hall w Nagoi.
Wśród solistów triumfował reprezentant gospodarzy Daisuke Takahashi, zaś wśród solistek Włoszka Carolina Kostner. W konkurencji par sportowych złoty medal zdobyli Chińczycy Pang Qing i Tong Jian. W parach tanecznych triumfowali Amerykanie Meryl Davis i Charlie White.

## Wyniki

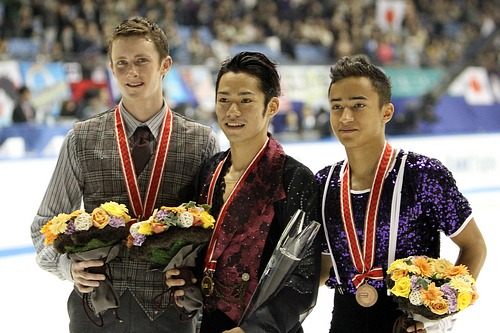
Medaliści w konkurencji solistów, od lewej Jeremy Abbott (USA), Daisuke Takahashi (JPN), Florent Amodio (FRA)

### Soliści
| Poz. | Zawodnik             | Nota łączna | SP | SP    | FS | FS     |
| ---- | -------------------- | ----------- | -- | ----- | -- | ------ |
| 1    | Daisuke Takahashi    | 234,79      | 1  | 78,04 | 1  | 156,75 |
| 2    | Jeremy Abbott        | 218,19      | 2  | 74,62 | 3  | 143,57 |
| 3    | Florent Amodio       | 213,77      | 4  | 70,01 | 2  | 143,76 |
| 4    | Yuzuru Hanyū         | 207,72      | 5  | 69,31 | 4  | 138,41 |
| 5    | Shawn Sawyer         | 193,80      | 3  | 70,15 | 8  | 123,65 |
| 6    | Takahito Mura        | 191,85      | 9  | 63,20 | 6  | 128,65 |
| 7    | Jialiang Wu          | 189,58      | 8  | 64,06 | 7  | 125,52 |
| 8    | Kevin Van Der Perren | 189,41      | 11 | 55,31 | 5  | 134,10 |
| 9    | Ross Miner           | 186,62      | 7  | 64,85 | 10 | 121,77 |
| 10   | Adrian Schultheiss   | 181,47      | 10 | 62,24 | 11 | 119,23 |
| 11   | Jeremy Ten           | 176,48      | 12 | 54,48 | 9  | 122,00 |
| 12   | Denis Ten            | 171,68      | 6  | 68,74 | 12 | 102,94 |

### Solistki

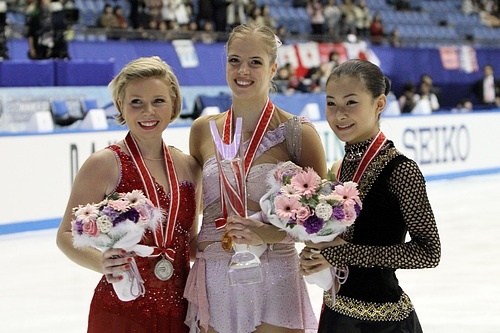
Medalistki w konkurencji solistek, od lewej Rachael Flatt (USA), Carolina Kostner (ITA), Kanako Murakami (JPN)

| Poz. | Zawodniczka          | Nota łączna | SP | SP    | FS | FS     |
| ---- | -------------------- | ----------- | -- | ----- | -- | ------ |
| 1    | Carolina Kostner     | 164,61      | 1  | 57,27 | 2  | 107,34 |
| 2    | Rachael Flatt        | 161,04      | 3  | 53,69 | 1  | 107,35 |
| 3    | Kanako Murakami      | 150,16      | 2  | 56,10 | 5  | 94,06  |
| 4    | Kiira Korpi          | 148,44      | 5  | 52,60 | 4  | 95,84  |
| 5    | Ashley Wagner        | 143,73      | 4  | 52,93 | 6  | 90,80  |
| 6    | Elene Gedewaniszwili | 141,52      | 9  | 44,51 | 3  | 97,01  |
| 7    | Caroline Zhang       | 133,86      | 6  | 50,71 | 9  | 83,15  |
| 8    | Mao Asada            | 133,40      | 8  | 47,95 | 8  | 85,45  |
| 9    | Victoria Helgesson   | 130,11      | 10 | 43,66 | 7  | 86,45  |
| 10   | Léna Marrocco        | 122,03      | 11 | 41,67 | 10 | 80,36  |
| 11   | Jenna McCorkell      | 121,52      | 7  | 49,07 | 11 | 72,45  |
| 12   | Diane Szmiett        | 88,33       | 12 | 31,90 | 12 | 56,43  |

### Pary sportowe

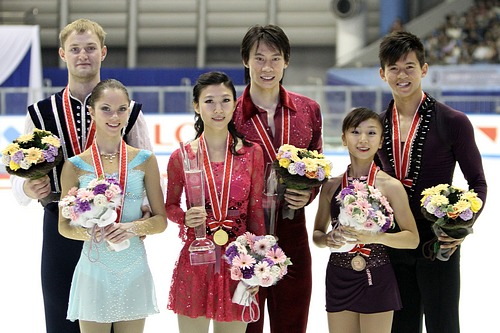
Medaliści w parach sportowych, od lewej Bazarowa / Łarionow (RUS), Pang / Tong (CHN), Takahashi / Tran (JPN)

| Poz. | Zawodnicy                          | Nota łączna | SP | SP    | FS | FS     |
| ---- | ---------------------------------- | ----------- | -- | ----- | -- | ------ |
| 1    | Pang Qing / Tong Jian              | 189,37      | 1  | 67,10 | 1  | 122,27 |
| 2    | Wiera Bazarowa / Jurij Łarionow    | 173,83      | 2  | 60,16 | 2  | 113,67 |
| 3    | Narumi Takahashi / Mervin Tran     | 155,66      | 3  | 57,23 | 4  | 98,43  |
| 4    | Caitlin Yankowskas / John Coughlin | 154,88      | 6  | 54,19 | 3  | 100,69 |
| 5    | Caydee Denney / Jeremy Barrett     | 152,38      | 4  | 55,03 | 7  | 97,35  |
| 6    | Mylène Brodeur / John Mattatall    | 151,97      | 5  | 54,28 | 6  | 97,69  |
| 7    | Maylin Hausch / Daniel Wende       | 148,31      | 7  | 50,49 | 5  | 97,82  |
| 8    | Zhang Yue / Wang Lei               | 138,55      | 8  | 49,72 | 8  | 88,83  |

### Pary taneczne

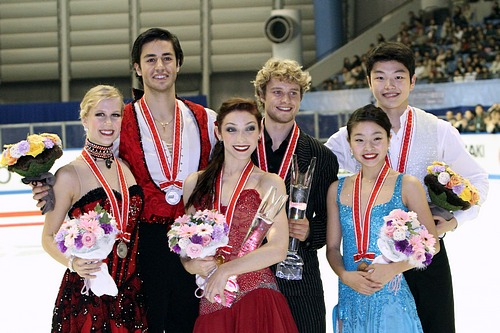
Medaliści w parach tanecznych, od lewej Weaver / Poje (CAN), Davis / White (USA), Shibutani / Shibutani (USA)

| Poz. | Zawodnicy                          | Nota łączna | SD | SD    | FD | FD    |
| ---- | ---------------------------------- | ----------- | -- | ----- | -- | ----- |
| 1    | Meryl Davis / Charlie White        | 165,21      | 1  | 66,97 | 1  | 98,24 |
| 2    | Kaitlyn Weaver / Andrew Poje       | 141,57      | 2  | 58,69 | 3  | 82,88 |
| 3    | Maia Shibutani / Alex Shibutani    | 136,93      | 5  | 53,68 | 2  | 83,25 |
| 4    | Jelena Iljinych / Nikita Kacałapow | 135,05      | 3  | 56,89 | 4  | 78,16 |
| 5    | Anna Cappellini / Luca Lanotte     | 127,43      | 4  | 55,68 | 5  | 71,75 |
| 6    | Lucie Myslivečková / Matěj Novák   | 115,17      | 6  | 45,20 | 6  | 69,97 |
| 7    | Cathy Reed / Chris Reed            | 114,52      | 7  | 44,90 | 7  | 69,62 |
| 8    | Penny Coomes / Nicholas Buckland   | 109,80      | 8  | 43,52 | 8  | 66,28 |
| 9    | Yu Xiaoyang / Wang Chen            | 102,65      | 9  | 43,50 | 9  | 59,15 |
| 10   | Dora Turoczi / Balazs Major        | 87,40       | 10 | 32,68 | 10 | 54,72 |